# Erik Pasche
Erik Pasche (* 29. September 1955 in Dresden; † 30. November 2010 in Hamburg) war ein deutscher Ingenieur und Hochschullehrer.

## Biografie
Nach dem Schulbesuch studierte er Bauingenieurwesen an der RWTH Aachen und schloss seine Promotion mit einer Dissertation zum Thema Turbulenzmechanismen in naturnahen Fließgewässern und ihre mathematische Modellierung 1984 summa cum laude ab. Daneben wurde seine Promotionsschrift mit der Borchers-Plakette der RWTH Aachen ausgezeichnet. Im Anschluss erhielt er ein Stipendium der NATO für einen Forschungsaufenthalt an der University of California, Davis (UC Davis).
Nach seiner Rückkehr aus den Vereinigten Staaten wurde er Mitgesellschafter sowie wissenschaftlicher Berater des Ingenieurbüros Björnsen Beratende Ingenieure GmbH in Koblenz.
1998 nahm er den Ruf als Professor für Wasserbau an der Technischen Universität Hamburg-Harburg (TUHH) an und war an dieser Funktion bis zu seinem unerwarteten Tod durch einen Herzinfarkt tätig. Außerdem war er Leiter des an der TUHH angesiedelten Instituts für Wasserbau.
Als Hochschullehrer beschäftigte er sich mit Forschung in den Bereichen des Küstenschutzes, des Risikomanagements von Hochwasser und den Folgen der Klimaveränderung und der globalen Erwärmung und fand damit in Fachkreisen auch europaweit Anerkennung.
Daneben war er zeitweise auch als Studiendekan der TUHH tätig und nahm auch eine Gastprofessur am Institut für hydrologische Ausbildung der UNESCO (UNESCO-IHE) in Delft wahr. Darüber hinaus war er zwischen 2007 und 2008 Gastgelehrter (Visiting Fellow) an der Royal Academy for Engineering University in London.
Zuletzt engagierte er sich als wissenschaftlicher Koordinator im Konsortium "Klimzug-Nord", das sich mit Anpassungsstrategien zum Klimawandel in der Metropolregion von Hamburg beschäftigt und als Verbundprojekt des Bundesministeriums für Bildung und Forschung (BMBF) mit 25 Institutionen Maßnahmen gegen die Folgen des Klimawandels entwickelt.
Pasche war nicht nur Mitglied des Vorstandes der Hafentechnischen Gesellschaft, sondern auch Leiter von Arbeitsgruppen im Bund der Ingenieure für Wasserwirtschaft, Abfallwirtschaft und Kulturbau (BWK) und in der Deutschen Vereinigung für Wasserwirtschaft, Abwasser und Abfall (DWA). Er engagierte sich außerdem international für den Klimaschutz im Rahmen seiner Funktion als Vize-Vorsitzender der COST-Initiative C22 (Urban Flood Management).
Zuletzt war er Initiator der Internationalen Konferenz für Hydroinformatik, die im Juni 2012 erstmals in Hamburg stattfand und auf der mehr als 300 Fachleute Informationen auf dem Gebiet des Wasserbaus und des Klimaschutzes austauschten.